# 都市の鍼治療
都市の鍼治療（としのはりちりょう、英語: Urban acupuncture）は、アーバンデザインに伝統的な中国医学理論である針治療の考え方を兼ね備えた都市環境学である。

## 都市の鍼治療の思想
この戦略は、針治療が身体の全体を癒すように、局所的に手を加えることで広範囲な都市状況を再構成する。つまり、都市を有機的な生物と考え、修復を要する生態系や、その問題の原因である的確な場所を捉えるということである。敷地は社会的、経済的、そして生態的な統計分析を通して選択され、地域と設計者との対話を経て発展を遂げる。持続可能なプロジェクトはその後、的確な部分を癒すことによって、全体の活性化を図る針として機能する。
フィンランドの建築家、社会理論家であるマルコ・カサグランデは、大規模な都市開発の教育主義とは対照に、地方都市や地域社会を中心に、低コストかつ低資源で居住者に休息を提供することを唱えている。制約された予算と限られた資源を使うことが望まれるこの時代背景で、より局所的および社会的なアプローチを支持している。彼は、異なる分野が重なり合う複雑なエネルギー流動体としての都市は、市民の行動だけでなく、都市の発展を決定すると示唆している。また彼は、環境保護と都市デザインを混合することによって、都市における緻密なエネルギー流動の方法論を展開している。それは、いわゆる第三世代都市（脱工業化都市）を目指した、生態学的に持続可能な都市開発を目的としている。この理論は台湾の淡江大学で展開されており、ならびに独立学際的な研究センターRuin academyでも展開されている。環境保護と都市計画に視点をおくことで、マルコはエネルギーの厳守的操作が持続可能な都市開発の実現に貢献するデザインツールとして「都市の鍼治療」を定義している。例には、台北市のコミュニティガーデンや都市農園がある。
マルコは都市の鍼治療について以下のように話している。
都市の鍼治療は、都市の感覚的知性の集合による建築操作の交差地点である。都市は、多次元的で緻密なエネルギーの有機体、生活環境として見なされる。都市の鍼治療は、自然と触れ合うことを目指しており、同時にそれは、都市に隠れた、視覚的な都市のふもとにある集合体Xのエネルギーの流れ、このXへの道筋を理解するための繊細性である。建築はと都市Xに対しての鍼として機能する役割を持っている。雑草は構築的な都市を破壊してでも、アスファルトの裂け目から根を張っている。都市の鍼治療は雑草であり、鍼をさす場所はその裂け目である。その効果の可能性として自然の一部として人間を定義し、自然とのつながりを相互補完的にする。

## 計画への参加
この理論は人間の本質的な創造性や、自由を制御せずに解放することともいえる。各個人は自分の意思によって創造的なプロセスを歩むことができ、目的にあった都市空間を自由に使用することで、自身の環境の整備を行うことを可能とする。より広範囲に及ぶ場合では、都市の鍼治療の敷地は、都市の外部との関係性のなかに見てとれるだろう。それはまるで、統一化を目的とされた都市の中での、自然の命の軌跡である。
都市の鍼治療は戦術的な都市計画の新たな概念において、いくつかの類似点を負っている。その考え方は資本集約的な市町村のプログラムというより、むしろ地域資源に着目し、市民の地域介入者から得られるアイデアを促進出来るよう補佐するものである。これらの小さな変化、提案者の主張は地域のコミュニティの士気を高め、連鎖的に大きな変化をもたらす。単刀直入にいうと、都市の鍼治療は町の改善を図ろうとする積極な地域市民のコミュニティに対して小さく、微弱であり、曖昧な介入に焦点をあてることで、都市的観念を明白にし、向上させる。これは一般的に自治体の投資資金（現時点では多くの都市は十分に持っていない）や官僚の管理下にある操作を必要とする、大規模で、上層から下層への広範囲な干渉に取って代わるものとして意図されている。
小さなスケールの介入は都市の鍼治療による市民活動や、資金不足の自治体に対して呼びかける事ができる。メキシコにおいて、都市の鍼治療は、スラムの小屋のような仮設住宅を変換する概念を参照する場合に、その必要性と手頃な価格から、後で追加することを可能にした。この戦略では、代々住んできた家族を他の場所に移す事なく、その場所を変換させる。南アフリカ共和国では、人々の創造性への制限を解くものとして見なされている。例えば、都市の一部に焦点を絞っている新たな革新と起業家たち、主要な都市部に見ることのできるインフラストラクチャー的設備を持たない地区などにそれらを提供する機会を与えることができる。このアプローチでは、都市をよりよくすることへ達成するために、各共同体で少数の改善を行う効果的な方法として、都市計画や市民に対して、より現実的かつ低コストの方法を提供することができる。
ブラジルのクリチバ市の以前の市長、Jaime Lernerは現代の都市問題に対する今後の解決策として都市の鍼治療を提案している。都市内で局所的に圧力をかける点、すなはちツボに焦点を絞り、我々は大きく社会に肯定的な波及効果を開始する事ができる。都市の鍼治療は土地の所有権を公共のものへと還元し、都市デザインへの小さな介入によるコミュニティ発展の重要性を強調している。それは迅速にエネルギーを解放し、正当な波及効果を生み出すことができる介入を必要としている。
彼の2007年の記述によると、
多くの人が病気や不治の病に適用するような、ある医学的な魔法が都市にも適用する、また、適用されるべきであると信じている。それは、薬が医師と患者との間のやりとりのなかで必要になってくるように、都市計画においては、（こちら側から仕掛けるだけではなく）都市自体を反応させることが必要である。こちら側への癒し、改善、正しい連鎖反応を生み出してくれる場所を突くことが必要である。そして、これまでとは異なる方法で、組織を動かす干渉方法を再生することが絶対なのである。